# نخل نیپا
نخل نیپا (نام علمی: Nypa fruticans) نام یک گونه از تیره نخل است.